# ユキノビジン
ユキノビジン（欧字名:Yukino Bijin、1990年3月10日 - 2016年7月22日）は、日本の競走馬、繁殖牝馬。主な勝ち鞍に1993年のクイーンステークス。同年の桜花賞と優駿牝馬では、2戦ともベガの2着となった。
父サクラユタカオーに似た栗毛の馬体に純白のリボン風の編み込みを鬣に着けていたことから女性ファンからの人気が高く、「美少女」「グッドルッキングホース」とも形容された。

## 戦績
1992年8月10日、盛岡競馬場で小野寺雅彦を鞍上にデビューし、デビュー勝ちを収める。のちに地方競馬出身が大きくクローズアップされることになるが、もともとは初めから中央に入厩する予定だったものの、受け入れ予定だった久保田敏夫厩舎の馬房にたまたま空きがなく、またオーナーである荒井幸勝が「3歳時はダートを使う」という意向を示したこともあり、「久保田厩舎の馬房に空きが出るまで」という条件で岩手競馬からのデビューとなった。このことをライターの松永玲子は「地方の腰かけマドンナ」と表現している。鞍上が菅原勲に代わった2戦目と3戦目も勝って3連勝として南部駒賞に出走するも、レースでは4歳時に不来方賞などを制するエビスサクラの5着に終わる。
4歳になり改めて中央に転厩。移籍初戦はクロッカスステークスだったが10頭立ての9番人気と評価は低く、またオーナーサイドによる「中央に転厩後は岡部幸雄を鞍上に」というプランもこの時点では実現せず安田富男の騎乗となった。レースでは低評価を覆し、2着ビコーアルファーを3馬身離して逃げ切り、中央初戦を勝ち上がった。次走は間隔が開いて4月の桜花賞となり、5番人気で迎えたレースではベガとタイム差なしの2着に入り、続く優駿牝馬でも先行してベガの牝馬二冠を許したものの連続2着に入った。この4歳春の時期は股関節の状態が思わしくなく、そのような中でベガと接戦を演じたことから、状態さえ好転すれば更なる飛躍があると示唆されていた。優駿牝馬ののちはラジオたんぱ賞出走のプランもあったが休養に入り、秋はクイーンステークスから始動してホクトベガに2馬身差をつけて勝ち、1番人気に応える。岡部に乗り替わって初戦のエリザベス女王杯はホクトベガの10着に崩れたものの、年末のターコイズステークスではアルファキュートを1馬身2分の1抑えて勝利を挙げた。その後は左前脚の繋部分の骨折もあって一度も出走することなく、1994年9月に登録を抹消されて繁殖牝馬となった。

## 競走成績
以下の内容は、JBISサーチおよびnetkeiba.comに基づく。
| 年月日 | 年月日 | 年月日 | 開催場 | レース名         | 格   | 頭数 | 枠番 | 馬番 | 人気 | 着順 | 距離          | タイム （上3F/4F） | 着差 | 騎手       | 斤量 （kg） | 勝ち馬/（2着馬）     |
| ------ | ------ | ------ | ------ | ---------------- | ---- | ---- | ---- | ---- | ---- | ---- | ------------- | ------------------ | ---- | ---------- | ----------- | -------------------- |
| 1992.  | 08.    | 09     | 盛岡   | 3歳新馬          |      | 5    | 2    | 2    | 1    | 01着 | ダ0850m（稍） | 0:53.0 (00.0)      | -1.0 | 小野寺雅彦 | 53          | （ミタカパッサー）   |
|        | 08.    | 31     | 盛岡   | 3歳              |      | 8    | 4    | 4    | 1    | 01着 | ダ1420m（良） | 1:33.8 (00.0)      | -1.0 | 菅原勲     | 53          | （トウホクグラス）   |
|        | 09.    | 14     | 盛岡   | ビギナーズC      |      | 7    | 1    | 1    | 1    | 01着 | ダ1100m（良） | 1:09.5 (00.0)      | -0.6 | 菅原勲     | 53          | （サカモトルーキー） |
|        | 10.    | 10     | 水沢   | 南部駒賞         |      | 10   | 8    | 9    | 2    | 05着 | ダ1600m（良） | 1:46.5 (00.0)      | -0.5 | 小林俊彦   | 53          | エビスサクラ         |
| 1993.  | 02.    | 27     | 中山   | クロッカスS      | OP   | 10   | 7    | 8    | 9    | 01着 | 芝1600m（良） | 1:34.9 (35.5)      | -0.5 | 安田富男   | 53          | （ビコーアルファー） |
|        | 04.    | 11     | 阪神   | 桜花賞           | GI   | 18   | 1    | 2    | 5    | 02着 | 芝1600m（良） | 1:37.2 (49.5)      | -0.0 | 安田富男   | 55          | ベガ                 |
|        | 05.    | 23     | 東京   | 優駿牝馬         | GI   | 18   | 5    | 9    | 3    | 02着 | 芝2400m（稍） | 2:27.6 (35.6)      | -0.3 | 安田富男   | 55          | ベガ                 |
|        | 10.    | 03     | 中山   | クイーンS        | GIII | 14   | 8    | 13   | 1    | 01着 | 芝2000m（良） | 2:02.3 (35.6)      | -0.3 | 安田富男   | 55          | （ホクトベガ）       |
|        | 11.    | 14     | 京都   | エリザベス女王杯 | GI   | 18   | 5    | 9    | 3    | 10着 | 芝2400m（良） | 2:26.2 (37.0)      | -1.3 | 岡部幸雄   | 55          | ホクトベガ           |
|        | 12.    | 18     | 中山   | ターコイズS      | OP   | 9    | 6    | 6    | 1    | 01着 | 芝1800m（良） | 1:49.4 (34.4)      | -0.2 | 岡部幸雄   | 56.5        | （アルファキュート） |

## 繁殖牝馬時代
引退後は村田牧場で繁殖生活に入り、15年間で牡馬9頭、牝馬3頭の計12頭の産駒を送り出した。しかし、中央・地方を通じて重賞勝ち馬は出せずじまいに終わった。受胎率は良いものの爪が悪く、身重になると脚が痛くなるため、2010年で繁殖生活を引退し、その後は功労馬として引き続き村田牧場で過ごしていた。2016年に入り、例年だと毛づやがよくなる時期にもなかなか回復せず、7月22日に放牧地で老衰のため亡くなった。26歳没。
2018年春、同じ村田牧場生産馬で南関東牝馬三冠を達成したチャームアスリープが繁殖シーズンを前に事故死したのに伴い、ファンへの返礼の意味も込めて優駿メモリアルパークにチャームアスリープのものと同時に馬碑が設置された。

### 産駒一覧
|        | 生年   | 馬名                   | 性 | 毛色   | 父                   | 馬主                                     | 管理調教師                                                                   | 戦績                      | 主な勝利競走 | 供用         | 出典   |
| ------ | ------ | ---------------------- | -- | ------ | -------------------- | ---------------------------------------- | ---------------------------------------------------------------------------- | ------------------------- | ------------ | ------------ | ------ |
| 初仔   | 1996年 | カネツリーフ           | 牡 | 栗毛   | ノーザンテースト     | （株）ローレルレーシング                 | 美浦・久保田敏夫                                                             | 4戦0勝                    |              |              | [ 16 ] |
| 2番仔  | 1997年 | ユキノクエーサー       | 牡 | 栗毛   | ジェネラス           | 荒井幸勝 →栗本八江                       | 上山・鈴木長一 →荒尾・工藤榮一                                               | 44戦3勝                   |              |              | [ 17 ] |
| 3番仔  | 1998年 | ユキノアタック         | 牡 | 栗毛   | フォーティナイナー   | 荒井幸勝 →小野百合子 →千葉修 →藤本富士子 | 水沢・阿部時男 →上山・鈴木長一 →高知・細川忠義 →上山・米澤博 →上山・須藤信之 | 41戦1勝                   |              |              | [ 18 ] |
| 4番仔  | 1999年 | ユキノチャーム         | 牝 | 鹿毛   | ピルサドスキー       | 荒井幸勝 →荒井宮子                       | 上山・齋藤志孝                                                               | 14戦1勝                   |              | （繁殖牝馬） | [ 19 ] |
| 5番仔  | 2001年 | ユキノアイテール       | 牡 | 黒鹿毛 | オース               | 荒井宮子                                 | 美浦・谷原義明 →水沢・千田知幸                                               | 6戦3勝（うち地方5戦3勝）  |              |              | [ 20 ] |
| 6番仔  | 2003年 | ロイヤルヘイロー       | 牡 | 栗毛   | ブラックタキシード   | 戸部洋                                   | 北海道・伊藤隆志                                                             | （不出走）                |              |              | [ 21 ] |
| 7番仔  | 2004年 | マルハチドーラン       | 牡 | 黒鹿毛 | ウイニングチケット   | 占部恵太 →金田榮                         | 船橋・佐々木清明 →浦和・市澤正一 →浦和・山越光                               | 33戦2勝                   |              |              | [ 22 ] |
| 8番仔  | 2005年 | ローレルウェンス       | 牡 | 鹿毛   | コマンダーインチーフ | （株）ローレルレーシング →山口美樹       | 美浦・菊川正達 →大井・佐々木洋一                                             | 23戦0勝（うち地方7戦0勝） |              |              | [ 23 ] |
| 9番仔  | 2006年 | （ユキノビジンの2006） | 牡 | 黒鹿毛 | マンハッタンカフェ   |                                          |                                                                              | （血統登録）              |              |              | [ 24 ] |
| 10番仔 | 2007年 | フジノボーガン         | 牡 | 鹿毛   | コマンダーインチーフ | 藤井五三 →松岡輝雄                       | 栗東・川村禎彦 →名古屋・今津勝之                                             | 8戦0勝（うち地方5戦0勝）  |              |              | [ 25 ] |
| 11番仔 | 2008年 | ハルジオン             | 牝 | 栗毛   | ティンバーカントリー | 村田繁實                                 | 北海道・林和弘                                                               | 8戦0勝                    |              | （繁殖牝馬） | [ 26 ] |
| 12番仔 | 2009年 | コアンドル             | 牝 | 黒鹿毛 | リンカーン           | 村田繁實                                 | 北海道・林和弘 →川崎・八木正喜                                               | 19戦4勝                   |              | （繁殖牝馬） | [ 27 ] |

## 血統表
| ユキノビジンの血統                         | ユキノビジンの血統                                 | ユキノビジンの血統           | （血統表の出典）             | （血統表の出典） |
| 父系                                       | テスコボーイ系                                     | テスコボーイ系               | テスコボーイ系               | [ § 2 ]          |
| 父 サクラユタカオー 1982 栗毛 北海道静内町 | 父の父*テスコボーイ Tesco Boy 1963 黒鹿毛 イギリス | Princely Gift                | Nasrullah                    | Nasrullah        |
| 父 サクラユタカオー 1982 栗毛 北海道静内町 | 父の父*テスコボーイ Tesco Boy 1963 黒鹿毛 イギリス | Princely Gift                | Blue Gem                     |                  |
| 父 サクラユタカオー 1982 栗毛 北海道静内町 | 父の父*テスコボーイ Tesco Boy 1963 黒鹿毛 イギリス | Suncourt                     | Hyperion                     | Hyperion         |
| 父 サクラユタカオー 1982 栗毛 北海道静内町 | 父の父*テスコボーイ Tesco Boy 1963 黒鹿毛 イギリス | Suncourt                     | Inquisition                  |                  |
| 父 サクラユタカオー 1982 栗毛 北海道静内町 | 父の母アンジェリカ 1970 黒鹿毛 北海道静内町        | *ネヴァービート Never Beat   | Never Say Die                | Never Say Die    |
| 父 サクラユタカオー 1982 栗毛 北海道静内町 | 父の母アンジェリカ 1970 黒鹿毛 北海道静内町        | *ネヴァービート Never Beat   | Bride Elect                  |                  |
| 父 サクラユタカオー 1982 栗毛 北海道静内町 | 父の母アンジェリカ 1970 黒鹿毛 北海道静内町        | スターハイネス               | *ユアハイネス                | *ユアハイネス    |
| 父 サクラユタカオー 1982 栗毛 北海道静内町 | 父の母アンジェリカ 1970 黒鹿毛 北海道静内町        | スターハイネス               | スターロツチ                 |                  |
| 母 ファティマ 1983 栗毛 北海道新冠町       | 母の父*ロイヤルスキー Royal Ski 1974 栗毛 アメリカ | Raja Baba                    | Bold Ruler                   | Bold Ruler       |
| 母 ファティマ 1983 栗毛 北海道新冠町       | 母の父*ロイヤルスキー Royal Ski 1974 栗毛 アメリカ | Raja Baba                    | Missy Baba                   |                  |
| 母 ファティマ 1983 栗毛 北海道新冠町       | 母の父*ロイヤルスキー Royal Ski 1974 栗毛 アメリカ | Coz o'Nijinsky               | Involvement                  | Involvement      |
| 母 ファティマ 1983 栗毛 北海道新冠町       | 母の父*ロイヤルスキー Royal Ski 1974 栗毛 アメリカ | Coz o'Nijinsky               | Gleam                        |                  |
| 母 ファティマ 1983 栗毛 北海道新冠町       | 母の母ビューテイワン 1975 栃栗毛 北海道新冠町      | *ダッパーダン Dapper Dan     | Ribot                        | Ribot            |
| 母 ファティマ 1983 栗毛 北海道新冠町       | 母の母ビューテイワン 1975 栃栗毛 北海道新冠町      | *ダッパーダン Dapper Dan     | So Chic                      |                  |
| 母 ファティマ 1983 栗毛 北海道新冠町       | 母の母ビューテイワン 1975 栃栗毛 北海道新冠町      | ミスジェーン                 | *リンボー                    | *リンボー        |
| 母 ファティマ 1983 栗毛 北海道新冠町       | 母の母ビューテイワン 1975 栃栗毛 北海道新冠町      | ミスジェーン                 | ジェーン                     |                  |
| 母系(F-No.)                                | エスサーデイー(GB)系(FN:6-a)                       | エスサーデイー(GB)系(FN:6-a) | エスサーデイー(GB)系(FN:6-a) | [ § 3 ]          |
| 5代内の近親交配                            | Nasrullah 4･5×5･5                                  | Nasrullah 4･5×5･5            | Nasrullah 4･5×5･5            | [ § 4 ]          |
| 出典                                       | 1. 2. 3. 4.                                        | 1. 2. 3. 4.                  | 1. 2. 3. 4.                  | 1. 2. 3. 4.      |

- 祖母ビューテイワンは道営競馬の活躍馬で北海優駿など14勝を挙げている[30]。